# Wenzhou World Trade Center
Wenzhou World Trade Center (温州世贸中心大厦S) è un grattacielo di Wenzhou, città cinese della provincia di Zhejiang.
La costruzione è iniziata il 9 giugno 2003, venendo poi completata nel corso del 2010. Alto 322 metri e composto da 68 piani, è tra i grattacieli più alti del mondo. Ospita uffici di vario genere, una sede bancaria e un hotel di lusso.